# Крофне
Крофне (  - крофне) су врста колача печеног у тигању, на уљу. Име крофна потиче од немачке речи крафен, са истим значењем.
Постоје различити рецепти али је основа иста. Прави се од масног теста са квасцем. Обично се посипа шећером, шећером у праху или кашиком џема или мармеладе. Иако сличног назива, принцес крофне се праве од другачијег теста (fr.choux, „шу“), и пеку се, уместо пржења у врућем уљу. Традиционално се пуне кремом од жуманаца и млека, или разним варијацијама укључујући пудинг, шлаг итд.
Берлинска крофна се прави печењем у дубоком уљу (масти), и величине је песнице а пуњена је џемом од шљива у Швабији и Франконији (Баварска) а у Аустрији џемом од кајсија. И оне су обично посуте прах шећером.
Према облику, постоје крофне попут лоптица и крофне у облику колута.

## Облици

### Колут
Прстенасте крофне се формирају на један од два начина: спајањем крајева дугачког, мршавог комада теста у прстен, или коришћењем резача за крофне, који истовремено сече спољашњи и унутрашњи облик, остављајући комад теста у облику крофне. и рупу за крофне (тесто уклоњено из центра). Овај мањи комад теста може се кувати и служити као „рупа за крофне“ или додати у серију да би се направило још крофни. Крофна у облику диска се такође може растегнути и стиснути у торус док се центар не сломи и формира рупу. Алтернативно, одлагач крофни се може користити за постављање круга течног теста (теста) директно у фритезу.
Постоје две врсте прстенастих крофни, оне направљене од теста на бази квасца за подигнуте крофне или оне направљене од посебне врсте теста за торте. Крофне подигнуте на квасцу садрже око 25% уља по тежини, док је садржај уља у крофнама за торте око 20%, али имају додатну масноћу укључену у тесто пре пржења. Крофне за торте се прже око 90 секунди на приближно 190 до 198 °C, окрећући се једном. Крофне подигнуте на квасцу упијају више уља јер им је потребно дуже да се прже, око 150 секунди, на 182 до 190 °C. Крофне за торте обично теже између 24 и 28 г, док крофне са квасцем у просеку имају 38 г и генерално су веће и више (због дизања) када су готове.

#### Надев
Након пржења, прстенасте крофне се често преливају. Уздигнуте крофне су углавном прекривене глазуром (глазуром). Крофне за торте могу бити и глазиране, посуте шећером у праху или преливене циметом и гранулираним шећером. Такође су често преливени глазуром за торте (само на врху), а понекад су посути кокосом, сецканим кикирикијем или мрвицама.

### Пуњене
Пуњене крофне су спљоштене куглице убризгане воћним конзервама, кремом, кремом или другим слатким надевима, и често умочене у шећер у праху или преливене глазуром. Уобичајене сорте укључују бостонски крем, кокос, лимету и желе.

## Географија

### Азија

#### Камбоџа
Ном конг, традиционална камбоџанска крофна, добила је име по свом облику – реч „កង“ (изговара се конг на кмерском) дословно значи „точак“, док је ном („នបង“) општа реч за скробну храну или било коју врсту пецива. . Веома јефтина посластица за свакодневне Камбоџане, ово слатко пециво састоји се од теста од пиринчаног брашна од јасмина, обликованог у класични прстенасти облик, а затим прженог у дубокој масноћи, затим посутог карамеле од палминог шећера и посутог сусамом. Пиринчано брашно даје му текстуру за жвакање коју Камбоџани воле.

#### Индија
Постоји неколико неповезаних намирница у облику крофни. Слана, пржена ужина у облику прстена која се зове вада често се назива индијска крофна. Вада се прави од брашна од дала, сочива или кромпира, а не од пшеничног брашна. У северној Индији је у облику испупченог диска који се зове дахи-вада, и натопљен је скутом, посут зачинима и нарезаним поврћем и преливен слатко-киселим чатнијем. У јужној Индији, вада се једе са самбаром и кокосовим чатнијем.

### Европа

#### Бивша СФРЈ
Крофне сличне Берлинеру припремају се на северу Балкана, посебно у Босни и Херцеговини, Хрватској, Северној Македонији и Србији (покладнице или крофне). Називају се и крофна, крафна или крафне, назив који потиче од аустријског Крапфен за ово пециво. У Хрватској су посебно популарне у сезони карневала и немају типичан облик прстена, већ су чврсте. Традиционално се пуне џемом (кајсија или шљива). Међутим, могу се пунити кремом од ваниле или чоколаде. Друге врсте крофни су уштипци и фритуле.

#### Немачка
У деловима Немачке, еквиваленти крофни се зову Берлинер, али не и у самом главном граду Берлину и суседним областима, где се зову Пфанкухен.
У средњој Немачкој, крофне се зову Крепел или Пфанкухен. У јужној Немачкој се такође зову Крапфен и посебно су популарни током карневалске сезоне у јужној и средњој Немачкој и за новогодишњу ноћ у северној Немачкој. Берлинер нема типичан облик прстена као крофна, већ је чврст и обично пуњен џемом, док је варијанта у облику прстена која се зове Камерунер уобичајена у Берлину и источној Немачкој. Бизмарк и берлинске крофне се такође налазе у Аустралији, Канади, Данској, Финској, Швајцарској и Сједињеним Државама. Данас су крофне у америчком стилу доступне и у Немачкој, али су мање популарне од својих домаћих колега.

## Крофна на другим језицима
- немачки: Berliner (на северу), Kreppel (Хесен), Krapfen (на југу), Pfannkuchen (у Берлину и околини), Berliner Ballen (у Рурској области)
- енглески: Doughnut
- пољски: Pączek
- словеначки: Krof
- луксембуршки: Fuesendskichelcher
- шпански: Dónut
- руски: Пончик

## Галерија
- Модерне крофне
- Излог крофни
- Излог крофни у Њујорку
- Мини крофне
- Крофна из Мекдоналдс-а у Француској
- Крофна у стилу слепог миша
- Крофна у облику цвета
- Крофна на тему Божића
- Чоколадна крофна прекривена кокос мрвицама
- Бостонска крофна
- Веган крофне са укусом јабуке
- Паковање чоколадних крофни